# Drassodella septemmaculata
Drassodella septemmaculata är en spindelart som först beskrevs av Embrik Strand 1909.  Drassodella septemmaculata ingår i släktet Drassodella och familjen Gallieniellidae. Inga underarter finns listade i Catalogue of Life.